# Verband deutschsprachiger Schriftsteller Israels
Der Verband deutschsprachiger Schriftsteller in Israel (hebräisch אֲגֻדַּת הַסּוֹפְרִים בַּשָּׂפָה הַגֶּרְמָנִית בְּיִשְׂרָאֵל Aguddat ha-Sōfrīm ba-Safah ha-germanīt be-Jisra'el, deutsch ‚Verband der Schriftsteller deutscher Sprache in Israel‘; Plene auch: ... אגודת) war der Zusammenschluss einer kleinen Gruppe von Einwanderern in Israel, so genannten Jeckes, die aus deutschsprachigen Gebieten stammten und zumeist bereits in ihren Ursprungsländern schriftstellerisch tätig gewesen waren.

## Geschichte
Am 24. März 1975 gründete der Journalist und Schriftsteller Meir Marcell Faerber den Verband. Die näheren Umstände dazu hat Faerber, der zum ersten Verbandspräsidenten gewählt wurde und dieses Amt (mit Unterbrechungen) bis zu seinem Tod am 18. August 1993 bekleidete, im Vorwort der Anthologie Stimmen aus Israel (Bleicher-Verlag, Gerlingen 1979) erläutert. Bereits 1979 gelang es, sich mit seinem Verband dem hebräischen sowie dem deutschen Dachverband anzuschließen. Aus den 102 von ihm an die Kollegen versandten Rundschreiben lässt sich deutlich der positiv vorangetriebene Fortgang ablesen. Er unterrichtet damit über alle Tätig- und Betriebsamkeiten im Verbandsleben.
Als zweite Verbandspräsidentin wirkte Professorin Margarita Pazi bis 1997. Sie verstarb im Alter von 77 Jahren in Tel Aviv. Nach ihrem Tod übernahm Josef Norbert Rudel das Amt bis zur Verbandsauflösung im März 2005. Norbert Rudel verstarb am 16. April 2006.
Im Verlauf der Jahre gehörten dem Verband 93 Literaten an, wobei auch die insgesamt sechs korrespondierenden Mitglieder und das Ehrenmitglied, der Verleger Heinz Bleicher, mitgezählt sind.